# Jan Lípa
Jan Lípa (* 1975, Předbořice u Milevska, Československo), křestním jménem Jan Evangelista Lípa, řádovým jménem Jigme Dondam Dorje, je buddhistický mnich, vědec, religionista, geograf náboženství, právník a filozof, ale také krajinný architekt, environmentalista, vysokoškolský pedagog a současný Mistr Učení Fráni Drtikola. Je následník Drtikolova žáka Evžena Štekla.
V akademické oblasti byl žákem Josefa Dolisty či Jiřího Holby.
Žije převážně v Praze (ale také v Bratislavě a španělské Cartageně). V současnosti působí na Ústavu humanitních studií v lékařství na 1. lékařské fakultě Univerzity Karlovy a spolupracuje s univerzitami v  ČR, SR i zahraničí. 
V roce 2016 byla Dr. Janu Lípovi, i přes jeho nesouhlas a jeho spor s Ivanem Langerem, odhalena busta jakožto prvnímu doktoru z CEVRO Institutu (dnes CEVRO Univerzita). V té době měl jako absolvent této vysoké školy již tři doktoráty. Busta nazvaná Kocour Cevrouš je k vidění v aule Univerzity,  podobnost není čistě náhodná. 

## Duchovní praxe
Po předchozí dlouholeté meditační praxi dosáhl pomocí buddhistické kundaliní jógy roku 1995 Osvícení.
Během gymnaziálních studií pobýval v premonstrátském klášteře v Milevsku. Později, po zvolení Jiřího Koníčka předsedou Moravsko-slezské křesťanské akademie, a následně prezidentem Cyrilometodějské křesťanské akademie, jejíž je také členem, působil jako jeho právník.
Dr. Lípa je dlouholetým členem Společnosti pro církevní právo  vedené profesorem Jiřím R. Treterou.
Svého času byl nejlepším žákem Evžena Štekla. Jako jediný z žáků jím byl pověřen k předávání Učení. Jan Lípa je a byl ve styku se všemi Šteklovými a mnohými ještě žijícími Drtikolovými žáky a následovníky, rovněž je v kontaktu s českými buddhisty, mystiky a dalšími lidmi zabývajícími se duchovnem. Má komplexní znalosti (nejen) buddhistické teorie i praxe.
Roku 2005 po dlouhém předchozím kontaktu přijal mnišské svěcení (a jméno Jigme Dondam Dorje) od Jeho Svatosti 12. Gyalwang Drukpy, hlavy řádu Drukpa Kargyud (Dugpa Kagjü), a stal se prvním českým Dugpou.
Dnes předává Učení Fráni Drtikola – Buddhistickou kundaliní jógu, učí meditaci na základě cvičení čakramů a bdění - Šest Nárópových jóg a Jógy velkého symbolu, s spolu s Nágárdžunovou filosofií prázdnoty, Asangovou filosofií metody (soucítění) a jógáčárjou či shentongem.

## Linie učení a žáci
Jan Lípa je následníkem Evžena Štekla, Drtikolova nejmladšího žáka. Ačkoli je za zakladatele Učení považován Fráňa Drtikol, vychází z meditační praxe řádu Drukpa Kargyud, z textů přepisovaných a praktikovaných mimo jiné Lamou Kazi Dawa Samdupou, jeho mistrem Poustevníkem Norbu a jeho předchůdci v této linii, textů, jejichž autorem je např. Padma Karpo – 24. člen Bílé linie guruů (Bělostné dynastie guruů) – IV. Gyalwang Drukpa.
Josef Studený, Guru Nauky Květoslava Minaříka, o tom hovořil: "Drtikol podle těch textů uskutečnil vysoké poznání … vychoval čtyři žáky, z nichž zůstal jen Evžen Štekl. Evžen Štekl zase vychoval čtyři žáky, z nichž jeden zůstal jako představitel – jmenuje se Lípa, mladý člověk, Jan Lípa." Dalšími byli Pavel Šolc, Antonín Šlechta a nakladatel Stanislav Doležal (největší znalec života a díla Františka Drtikola).
Mezi současné žáky Jana Lípy patří právnička a lektorka Zuzana Otáhalová, ekolog Dan Majtner, básník a nakladatel Michal Štěpánek, Míra Šrámek, Jan Černoch, Pavel Krömer, Radek Bazala, psychoterapeut Pavel Mareš Janovský a další.

## Literární činnost
Je autorem příspěvku "Učení Fráni Drtikola" v publikaci "Jednota v rozmanitosti - Buddhovo učení v České republice" (2010). a knih "Učení Fráni Drtikola – Od čakramů k nemyšlení" (2014, 2. rozšířené vydání 2021) a "Učení Fráni Drtikola – Všemocná hadí síla" (2019), ale také duchovní poezie. Publikuje například v knize Almanach české poezie v redakci Vladimíra Stibora - Řezbáři stínu (2016). Byla mu svěřena pozůstalost Drtikolova žáka Františka Heina a následně i Heinova žáka Zdeňka Jaroše, na jejichž zveřejnění pracuje se svými žáky.
Společně s Ing. Pavlem Šolcem a Stanislavem Doležalem, Art.D., znovu vydali roku 2019 knihu Evžena Štekla Síla moudrosti. Dr. Lípa psal k novému vydání předmluvu.
Roku 2004 vytvořil a psal texty pro weby SÍLA MOUDROSTI (později i ARAHAT) o meditační praxi Učení Fráni Drtikola, odkazu Evžena Štekla, Františka Heina a Zdeňka Jaroše. Od roku 2010 uveřejňuje také texty o (svém) Osvícení.
V roce 2011 zvítězil v soutěži Praha město literatury - Verše v ulicích, jeho básně byly promítány na světelných obrazovkách a zveřejňovány v Literárních novinách.

## Odborná spolupráce
Od roku 2002 spolupracoval na vydavatelské činnosti se Stanislavem Doležalem (Nakladatelství Svět - o odkazu Fráni Drtikola), později i s Dr. Jiřím Holbou. Spolupracoval např. také s Petrem Kalačem na textu "Stručná historie české esoterické scény od konce 19. století do roku 1989" (2004). S Janem Honzíkem spolupracoval na rozsáhlém projektu výše zmíněné publikace "Jednota v rozmanitosti - Buddhovo učení v České republice" (2010).
Na knize Jana Lípy "Učení Fráni Drtikola – Od čakramů k nemyšlení" (2014) spolupracovali Pavel Šolc, Stanislav Doležal, Jiří Holba, Zuzana Ondomišiová, či Radana Lencová. Na knize knize Jana Lípy "Učení Fráni Drtikola – Všemocná hadí síla" (2019) spolupracoval také sochař Lubomír Čermák.

## Realizované autorské projekty
Jan Lípa je též činný v oblasti ochrany životního prostředí. Z jeho autorských projektů vybíráme:
- 2004–2015 systém cyklostezek a cyklotras Prahy 9
- 2005–2006 rekonstrukce a revitalizace rybníka ve Kbelích
- 2005–2007 lesopark ve Kbelích za tratí u Semčické ulice
- 2006–2010 Centrální park Kbely
- 2014 zřízení úseku arboristiky (stromolezců) v rámci organizace Lesy hl. m. Prahy a právní příprava převodu Parků I. Kategorie z MHMP na Lesy hl. m. Prahy
- 2014–2015 nový lesopark – rozšíření lesoparku ve Kbelích za tratí u Semčické ulice o pěstební plochy někdejších Velkoškolek (zahradnictví) – později označovaný jako PRALES
- 2012–2017 návrh hodnocení efektivity práce správních orgánů městských částí pro hl. m. Prahu